# Robert Christgau
Robert Christgau (* 18. dubna 1942, New York City, New York, USA) je americký esejista a hudební kritik. Narodil se v newyorském Queensu a docházel na školu Dartmouth College, kde strávil čtyři roky a kde získal diplom z angličtiny. Nejprve psal povídky, ale zanedlouho se začal věnovat sportovní žurnalistice. Později se začal věnovat hudební tematice a své články publikoval například v novinách The Village Voice, Esquire či New York. Označil Louise Armstronga, Thelonious Monka, Chucka Berryho, The Beatles a New York Dolls za pět největších hudebních umělců všech dob.